# Keith McCants
Alvin Keith McCants (Mobile, 19 aprile 1968 – St. Petersburg, 2 settembre 2021) è stato un giocatore di football americano statunitense che ha militato nel ruolo di linebacker nella National Football League (NFL). Al college giocò a football ad Alabama.

## Carriera
McCants fu scelto come quarto assoluto del Draft 1990 dai Tampa Bay Buccaneers. Malgrado l'avere messo a segno 119 sack ai tempi del college ad Alabama (sesto di tutti i tempi dell'istituto), ne fece registrare solo 12 nelle tre stagioni che giocò coi Bucs. Successivamente militò con gli Houston Oilers (1993-1994) e gli Arizona Cardinals (1994-1995) prima di ritirarsi. Nel 2008, ESPN lo ha nominato la sesta peggiore scelta nel draft di tutti i tempi.

## Statistiche
| Tackle | 184  |
| Sack   | 13,5 |